# Folke Johansson
Folke Johansson († 3. März 1277) war von 1274 bis 1277 Erzbischof von Uppsala in Schweden.

## Leben
Johansson gehörte dem vornehmen Geschlecht der Ängel an, sein Vater war Johan Ängel. Er war der erste Erzdiakon in Gamla Uppsala und setzte sich für die Umsiedlung des Erzbischofssitzes nach Aros, dem heutigen Uppsala, ein. Zu Beginn der 1270er Jahre wurde er zum Erzbischof bestimmt. Er fügte den bereits vorhandenen vier Kanonikaten noch acht weitere hinzu und bedachte diese mit einem Großteil seines Vermögens.
Über politische Aktivitäten ist nichts bekannt. Er krönte 1276 Magnus Ladulås zum schwedischen König. Auf der Kirchenversammlung in Tälje unter seiner Leitung, die wahrscheinlich im selben Jahr stattfand, wurde von König Magnus der erste große Privilegienbrief für die Kirche ausgestellt.
Er ist in der Domkirche von Uppsala begraben.